# Formaggella di Scalve
La Formaggella di Scalve è un tipico formaggio lombardo. Presenta forti analogie con le formaggelle prodotte in Val Brembana, Val di Scalve, Val Sabbia, Val Seriana, Val Trompia, Val Camonica, Val di Menconico, Val di Tremosine, tanto da essere inserite nell'elenco ministeriale come un unico prodotto, sebbene siano descritte da disciplinari diversi.

## Caratteristiche del formaggio
Il peso medio di una forma di questo formaggio è di circa 2 chili; all'esterno si presenta morbido con una colorazione bianco-grigia; internamente è morbido e la densità della pasta varia a seconda del periodo di maturazione. Al gusto appare leggermente acido ma comunque piacevole (le formagelle più acide sono quelle prodotte in estate quando il foraggio fresco di montagna è ricco di acidi grassi). È un formaggio a pasta semicruda.

## Metodo di conservazione
Deve essere conservato in ambienti molto umidi per impedire al formaggio di ridursi troppo a causa dell'evaporazione.

## Abbinamenti consigliati
- Vini: Moscato di Scanzo

## Produzione[2]
- 20 giorni per il prodotto da consumarsi fresco
- almeno 60 giorni per il prodotto stagionato

## Zone di Produzione
- Valle di Scalve, tutto il territorio.

## Riconoscimenti
La formagella della Val di Scalve è arrivata seconda alle olimpiadi del formaggio in Germania nel 2007.